# Michael Goller
Michael Goller (* 12. Februar 1974 in Karl-Marx-Stadt) ist ein deutscher Maler, Zeichner und Autor.

## Werk
Michael Goller entwickelte eine gestische, unmittelbare Malerei, die durch schematische Sichtweisen ergänzt wird. Die lyrischen Kompositionen sind von teilweise intensiver und gleichzeitig ausgewogener Farbgebung. In vielen Bildern benutzt er seine eigene Schriftart, die runenartig wirkt.
Gollers Bilder bestehen aus verschachtelten Ebenen gestischer und zeichnerischer Elemente. Der Zugang zu seinen Bildern ist ein "optisches Schwingen in der Resonanzfrequenz des Bildes". Er arbeitet bis zu einem Jahr an einzelnen Bildern, "lässt die Malerei in der Zeit gerinnen", was nicht im Widerspruch zur intuitiven Gestik steht.
Seit 2012 nach einer Phase des persönlichen Umbruchs ist eine völlig neue Werkphase im Schaffen des Künstlers im Entstehen. Die Ebenen der Wahrnehmung verschmelzen nicht mehr in einem einzigen Bild, sondern haben sich dreifaltig ausgeformt. Die zeitlichen Ebenen, die uns Menschen innerlich angelegt sind, das Gefühl für Erinnerung, das Gefühl für Zukunft und dazwischen die Gegenwart als Momentaufnahme der fortlaufenden Zeit sind nun einzeln präsentiert in einem Dreiklang, den der Künstler Bild-Text-Kontext nennt.
2003 war er Mitbegründer der Künstlergruppe Querschlag und gemeinsam mit Peter Piek der Künstlerinitiative Malfront (2003–2007). Nach Einzel- und Gruppenausstellungen in Deutschland und Europa hat er bereits erste Anerkennung erhalten.

## Ausstellungen
- 2000 "Modulationen", Museum "Alte Pfarrhäuser", Mittweida
- 2001 "Entrée", Galerie Weise, Chemnitz mit Michael Knauth
- 2002 "5x5 Junge Kunst aus Sachsen", Neue Sächsische Galerie, Chemnitz (Beteiligung)
- 2002 "Große Kunstausstellung", Villa Kobe, Halle/Saale (Beteiligung)
- 2003 "Labyrationen", Galerie+Edition Erata, Leipzig
- 2005 "Die Dunkelkammer", PPZK Leipzig mit Peter Piek
- 2005 "Paintboxes", Kunst für Chemnitz e.V. (Künstlergruppe Querschlag)
- 2005 "Zu Fuß an der Malfront", Voxxx-Galerie, Chemnitz mit Peter Piek
- 2006 "Bilder", Kunstverein Heidenheim
- 2006 "Gastmähler", Galerie Carstensen, Hamburg
- 2007 "Gastmahl auf dem Mars", Galerie Weise, Chemnitz
- 2007 Galeria Szyb Wilson, Katowice/Polen Künstlergruppe Querschlag
- 2008 GAM Galerie Obrist am Museum, Essen
- 2008 Galerie Tazl, Weiz/Österreich
- 2008 "Gastmahl im Museum", Kunstkabinett im Kunstmuseum Bayreuth
- 2008 "Prometheus und der Adler", Kunstverein Husum
- 2009 "Im Juli gemaltes Bild", GAM Obrist Gingold Galerie, Essen
- 2009 "Vom Anlegen des Bootes im Zwischenraum", Galerie Sybille Nütt, Dresden
- 2010 "Apostroph", Galerie Weise, Chemnitz
- 2010 Ostrale’010 (Beteiligung)
- 2011 Ostrale’011 (Beteiligung)
- 2012 "Zyklopisches Gastmahl", Domgalerie Merseburg
- 2012 Kunstraum Gepard 14, Bern/Swizzerland
- 2014 "Nirgendwo ist Eines", Galerie Weise, Chemnitz
- 2015 "Lichtluft, grenzenlos", art gluchowe Kunstverein Glauchau
- 2015 "Libellisches Grün", AC Galerie Claus-Dieter Tholen, Herford
- 2015 "und darüber hinaus", Galerie Sybille Nütt, Dresden
- 2016 Ostrale’016 (Beteiligung)
- 2016 "MONOCHROM", e.artis contemporary, Chemnitz
- 2017 Ostrale-Biennale O17 (Beteiligung)
- 2018 "rot-blau", e.artis contemporary, Chemnitz

## Publikationen
- Mit Peter Piek: Die Neue Welt. PPZK Leipzig 2019
- Monochrom. Mit Texten von Konstanze Wolter, Jutta Moster-Hoos und Ludwig Seyfarth. e.artis contemporary 2016, ISBN 3-923167-27-X
- Nirgendwo ist Eines. Mit Texten von Thomas Bauer-Friedrich, Diana Kopka und Peter Piek. PPZK Leipzig 2014
- "[aquarius]". Figurenbilder, Schriftliches Experiment und ein Text. Mit einer Einleitung von Peter Piek. PPZK Leipzig 2012
- "Zimmer mit Blumen". Neue Bilder und ein Text. PPZK Leipzig 2011
- Mit Mike Wassermann: Konkretes Vergessen. Gedichte und Zeichnungen. Leipziger Literaturverlag, Leipzig 2009, ISBN 978-3-86660-076-8
- Rumpelstilzchen. Mit einem Text von Torsten Obrist. Saarländisches Künstlerhaus Saarbrücken 2008, ISBN 978-3-940517-07-4
- Gastmähler. Mit einleitenden Texten von Dr. Ina Gille, Alexander Stoll und Klaus Sobolewski. Verlag The ThinkFactory Chemnitz 2007, ISBN 978-3-00-020701-3
- Mit Mike Wassermann: Labyrationen. Mit einem Interview von Viktor Kalinke. Edition Erata, Leipzig 2003, ISBN 3-934015-52-2
- Malerei. Mit einem Vorwort von Peter Piek. Passage Verlag, Leipzig 2005, ISBN 3-938543-03-5
- Mit Peter Piek: Die Puppenspieler. Leipziger Literaturverlag 2011, ISBN 978-3-86660-112-3
- Mit Peter Piek: Das Malbuch. Edition Erata, Leipzig 2005, ISBN 3-934015-89-1
- Kann man Farben hören?, Peter Piek / Michael Goller, aus 2004, erschienen 2005 in Heft 14 der Reihe Werkstatt Wort der Hochschule für Grafik und Buchkunst Leipzig (HGB)